# Петров, Егор Алексеевич
Егор Алексеевич Петров (неверно Александрович; 1862/1871, Екатеринбург — 1918/1919, Иркутск) — рабочий, депутат II Государственной думы Российской империи от Пермской губернии (1907).

## Биография
Егор Петров родился в 1871 (по другим данным — в 1862) году в Екатеринбурге в мещанской семье. Сведения о его образовании разнятся: согласно некоторым источникам он получил только лишь начальное образование, согласно другим — полное среднее.
К 1907 году Петров успел побывать рабочим на уральских заводах, а также послужить письмоводителем в одной из екатеринбургских городских контор. В этот период он вступил в ряды Российской социал-демократической рабочей партии (РСДРП) — по политическим взглядам примыкал к фракции большевиков.
6 февраля 1907 года, на губернском избирательном собрании, разночинец Е. А. Петров являлся выборщиком от рабочей курии, представлявшей интересы уральского пролетариата. По воспоминаниям своих коллег по партии, при составлении списка кандидатов «в первую очередь был выставлен Петров — от Екатеринбурга». В тот день он избрался во Вторую Государственную Думу Российской империи от общего состава выборщиков Пермского губернского избирательного собрания.

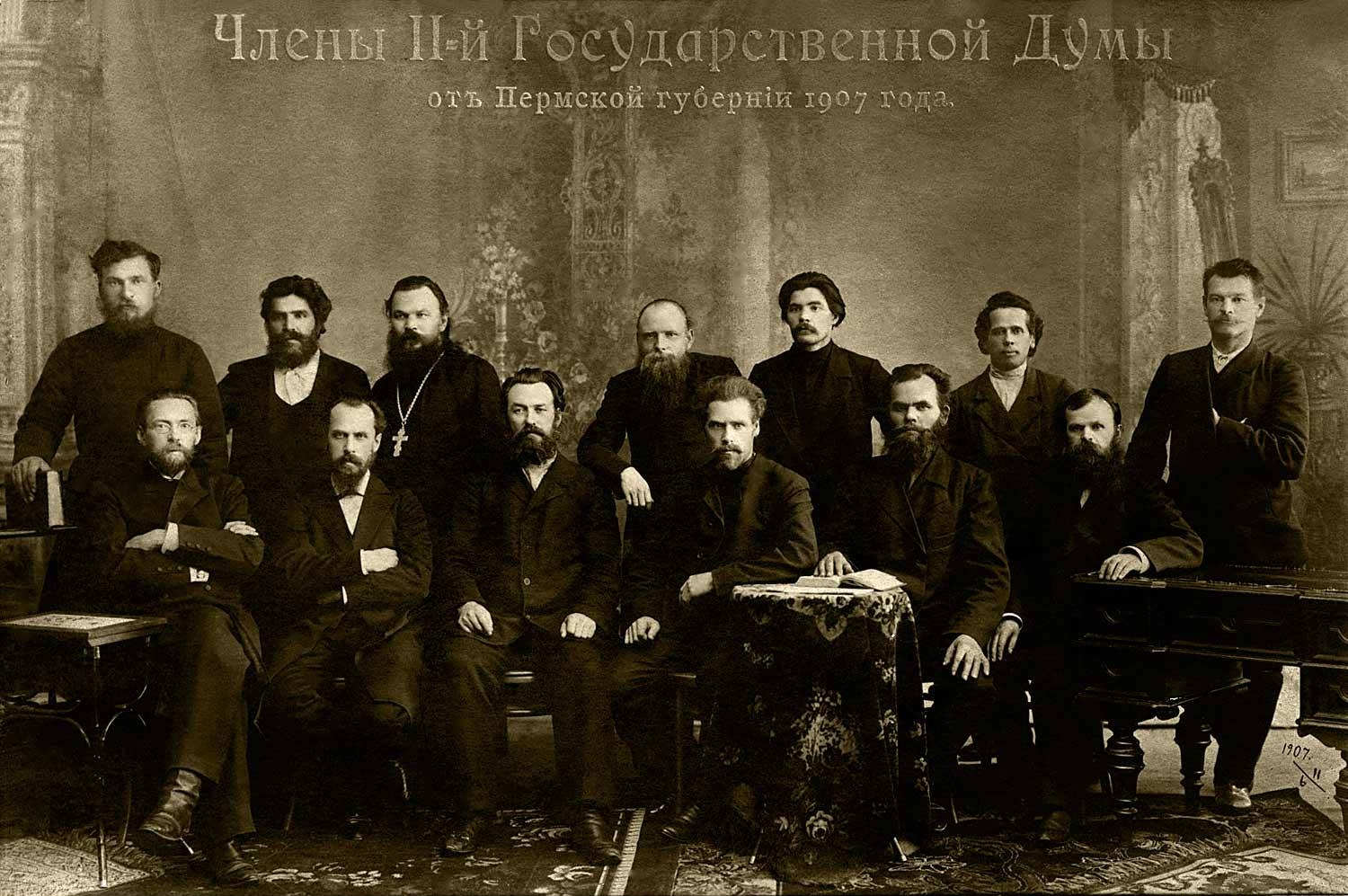
Члены II Государственной думы от Пермской губернии, 1907 год. Сидят: В. Н. Мамин, Г. И. Баскин, Я. Е. Захаров, А. А. Шпагин, Г. И. Кабаков, В. Е. Ершов; стоят: П. А. Зырянов, П. С. Сигов, К. А. Колокольников, Е. А. Петров, В. А. Чащин, Ф. Я. Тимачев, Я. П. Максимов

Во II Думе Петров вошёл в парламентскую фракцию социал-демократов, где совместно были представлены как большевики, так и меньшевики. Егор Алексеевич проступил к работе в составе двух думских комиссий: по запросам в парламент и по разбору корреспонденций, поступающих в адрес депутатов. Причём в последней он занял кресло председателя.
За несколько месяцев работы парламента Петров ни разу не выступил с думской трибуны. Зато, в этот период он встречался с Владимиром Лениным: утром 18 февраля 1907 года депутаты-большевики, включая и Е. А. Петрова, выехали с Финляндского вокзала Санкт-Петербурга на станцию Куоккала для личной встречи с лидером большевиков, от которого получили инструкции и указания к работе.
После скандального роспуска II Думы (см. Третьеиюньский переворот) Егор Петров был арестован и привлечён к суду по делу Социал-демократической фракции. Он был приговорен к пяти годам каторжных работ и вечному поселению в Сибири. Отбывал наказание в посёлках каторжан Нерчинской каторги: в Горном Зерентуе и Кутомаре. В 1911 году Петров смог выйти на поселение в Забайкальской области.
После Февральской революции, в 1917 году, Егор Алексеевич Петров примкнул к группе социал-демократов — интернационалистов, позже оформившейся в отдельную партию. В период Гражданской войны он состоял народным судьей в Верхнеудинске Забайкальской области.
Рабочий и депутат Егор Алексеевич Петров скончался в Иркутске в конце 1918 или начале 1919 года.